# Sten Didrik Bellander
Bror Sten Didrik Bellander, född 31 augusti 1921 i Stockholm, död 5 januari 2001 i Tullinge, Botkyrka kommun, var en svensk fotograf och bildskapare, en av grundarna till bildgruppen Tio fotografer.

## Biografi
Bellander genomförde praktik och studerade i Stockholm och New York 1939-1947. Bellander var föreståndare för reklamavdelningen vid Ateljé Uggla 1948, hade egen rörelse från 1948 och var medlem av Tio fotografer från 1958. Han var styrelseledamot i Sveriges författarfond 1974–1980 och från 1983.
Bellander spelade sedan tidigt 1940-tal en väsentlig roll för det svenska fotografiets utveckling. Bellander hade vistats ett år i New York efter andra världskriget där han gick på School of Modern Photography, samt assisterade och inspirerades av den då nästan helt okände fotografen Richard Avedon. Under 1950-talets första år trädde han och hans jämnåriga kollegor fram som en helt ny generation fotografer. De formulerade, praktiserade och företrädde ett banbrytande bildspråk. Han ägde under många år Ateljé Savoy i Stockholm där han var "allmänpraktiserande fotograf". Han var bland annat känd för sina bilder av barn.
Han hade utställningar i Stockholm, New York, Paris, Venedig, Moskva, Frankfurt med flera samt separatutställningar i Stockholm 1954, Göteborg 1979, Sundsvall 1981 och i Botkyrka kommun 1987.
Bellander var son till jägmästaren Sixten Bellander (1891–1982) och journalisten Synnøve, född Carlbom (1896–1980). Han gifte sig 1955 med Elsie Lundin (1927–2013), dotter till styrmannen Erik Lundin och Hansine, född Pedersen. Makarna Bellander är gravsatta på Tullinge parkkyrkogård.

## Separatutställningar i urval
- Glädje, 68 fotografier av en känsla, Röhsska museet, Göteborg. (1981)
- Barn - Glädje, Botkyrka konsthall. (1987)
- Sten Didrik Bellander - Fotografier 1939 - 1999, Moderna Museet, Stockholm. (2000)

Sten Didrik Bellander är representerad vid bland annat Moderna museet i Stockholm.

## Priser
- Tidningen Vis illustrationspris (1966)